# Otto Heinrich von Friesen

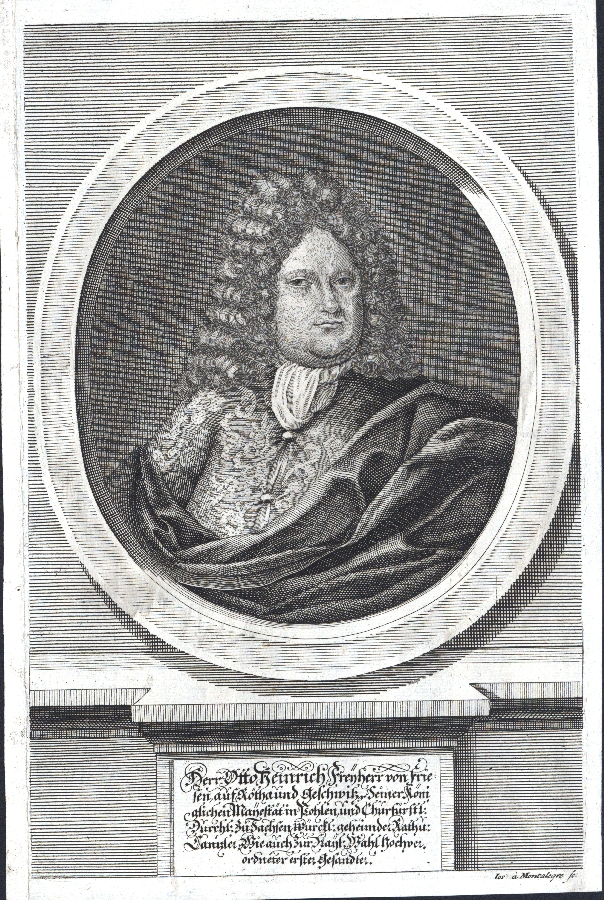
Otto Heinrich von Friesen

Otto Heinrich Freiherr von Friesen (* 9. Augustjul. / 19. August 1654greg. in Rötha; † 20. August 1717 in Dresden) war königlich-polnischer wirklicher ältester Geheimer Rat und Kanzler sowie Besitzer der Güter Rötha und Geschwitz.

## Leben

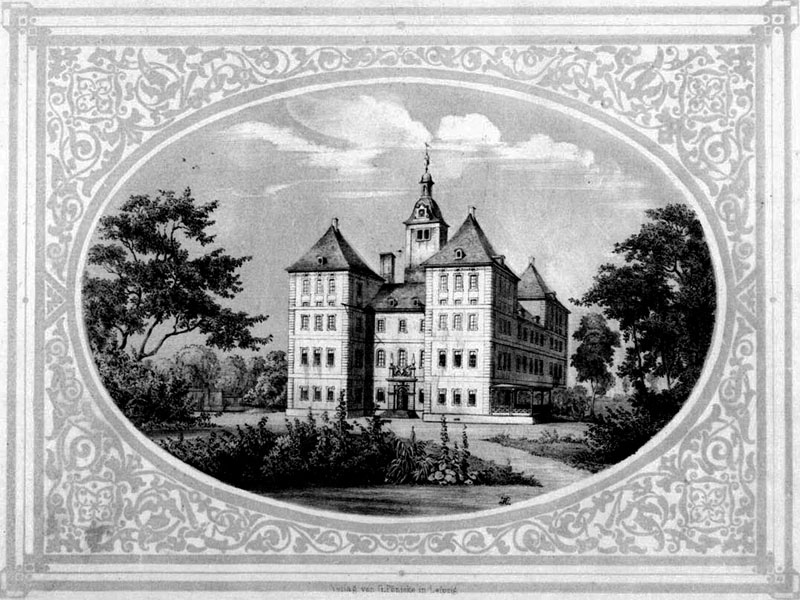
Schloss Rötha

Er war der Sohn von Carl Freiherr von Friesen auf Rötha, Geschwitz, Rüben und Cotta, kurfürstlich-sächsischer wirklicher Geheimer Rat, Präsident des Oberkonsistoriums und Oberhofrichter zu Leipzig sowie der Justina Sophia (1619 Eldena – 1691 Dresden), Tochter des Otto von Raaben auf Stügk und Steinfeld und Evas von Wackerbarth.
Otto Heinrich besuchte die Fürstenschule St. Afra zu Meißen und ging 1674 an die Universität in Frankfurt an der Oder.
Am 31. Juli 1677 wurde er Rat am sächsischen Appellationsgericht und bereits im folgenden Jahr als Hof- und Justitienrat an die kursächsische Regierung nach Dresden berufen. Hier war er als Gesandter auf mehreren Kreis- und Münzprobationstagen tätig und nahm 1679 gemeinsam mit seinem Schwager, dem Geheimen Ratsdirektor Freiherr von Gersdorff, an den Friedensverhandlungen zwischen Sachsen, Schweden und Dänemark teil.
1683 übernahm er interimsweise und 1684 offiziell die Regensburgische Gesandtschaft und weilte längere Zeit am Hof in Bayern. Da er sich dort bestens bewährte, wurde er 1687 zum Geheimen Etatsrat ernannt.
1690 wurde er kursächsischer Gesandter bei der Wahl des römischen Königs Joseph in Augsburg und nahm 1693 am Empfang des Reichs- und böhmischen Lehen am Hof des Kaisers Leopold in Wien teil.
1695 wurde er Geheimer Rat und Kanzler der in Dresden sitzenden Landesregierung des Kurfürsten Friedrich August (des Starken) von Sachsen und nahm von da ab entscheidenden Einfluss auf die sächsische Geschichte. Auf eigenen Wunsch trat er 1715 im Alter von 61 Jahren in den Ruhestand.
Otto Heinrich war zweimal verheiratet, von 1681 bis 1696 mit Anna Genovefa geb. Freiin von Hohberg, einzige Tochter von Wolf Helmbard Freiherr von Hohberg und Guttmannsdorff und ab 1698 mit Louise Henriette geb. Freiin von Cannstein, seit 1694 verw. Frau Obristin von Mäsebuch, Tochter von Raban Freiherr von Canstein, kurbrandenburgischer Geheimer Rat, Obermarschall und Kammerpräsident. Beide Ehen blieben kinderlos, aber seine zweite Frau hatte aus der ersten Ehe Söhne und Töchter.

## Familie
Seine zweite Frau Louise Henriette, die Schwester von Carl Hildebrand von Canstein, (* 1663) geb. Freiin von Canstein, verw. Frau Obristin von Mäsebuch (auch: Meysebug, Meseburg, Meisebug, Meysebuch) brachte folgende Kinder mit in die Ehe:
- Hedwig Sophia ⚭ 1704 Friedrich von Stammern, kursächsischer Hof- und Justizrat
- Johann
- Georg Ludwig
- Marie Charlotte (* 14. Februar 1688; † 24. April 1753)  ⚭ Christian August von Friesen, kursächsischer General (* 15. März 1674; † 24. September 1737)